# Tolmiea menziesii
Tolmiea menziesii es una especie de planta de flores del género Tolmiea. Es nativa de la costa oeste de Norteamérica, especialmente en la región dominada por las secuoyas, donde requiere humedad y no tolera el sol y la sequía.
Es una planta perenne que se utiliza como planta ornamental. Crece desde la base de cada hoja de un peciolo, cuando cae la hoja arraiga en el suelo formando una nueva planta echando raíces. También se reproduce por  rizomas y por semillas.Tiene flores de varios colores, usualmente púrpura-marrón o blanco, dependiendo del cultivo. Sus hojas son peludas y dentadas. El fruto contiene semillas espinosas.
El género fue nombrado en honor del botánico escocés-canadiense William Fraser Tolmie.

## Galería

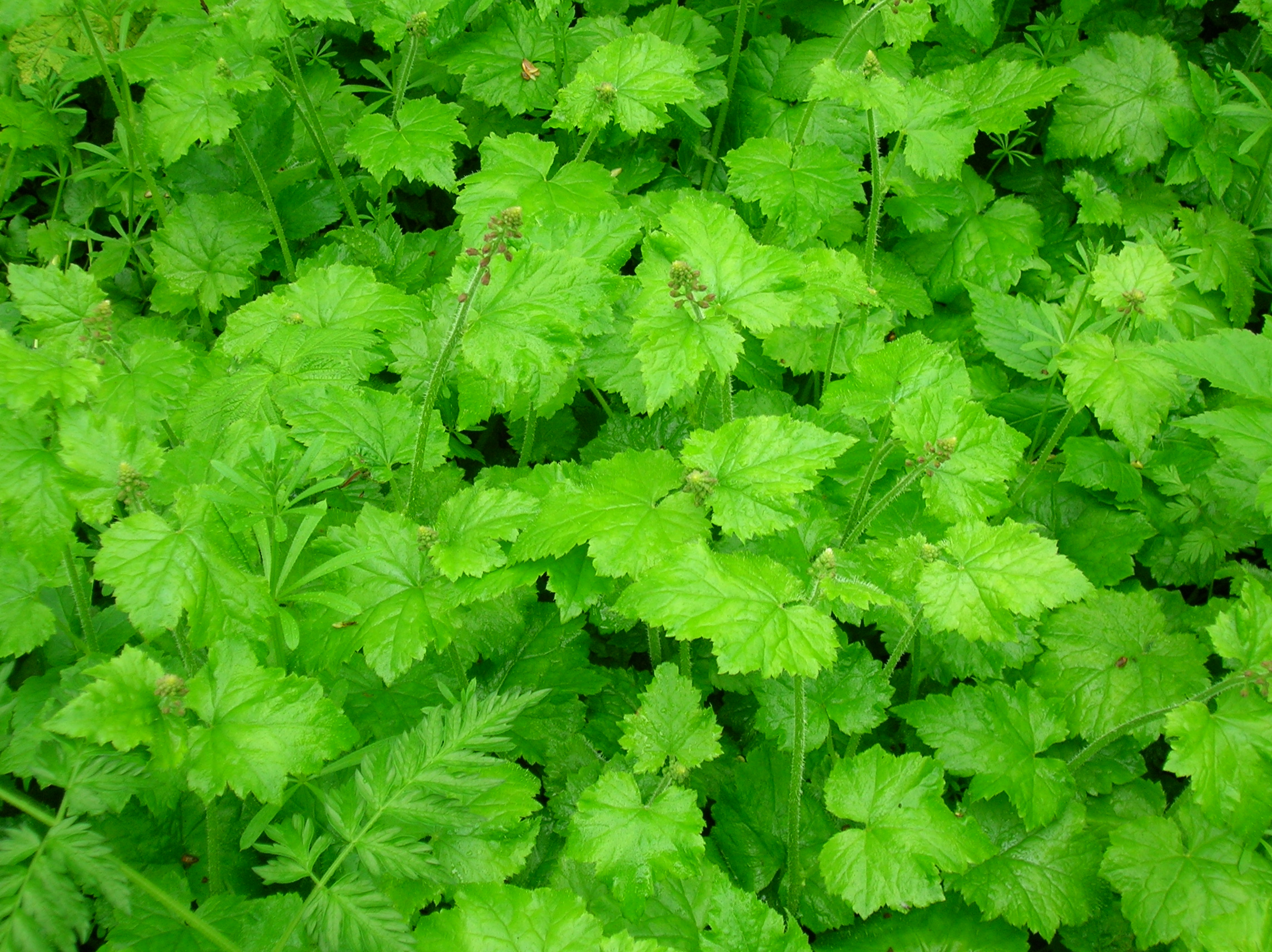
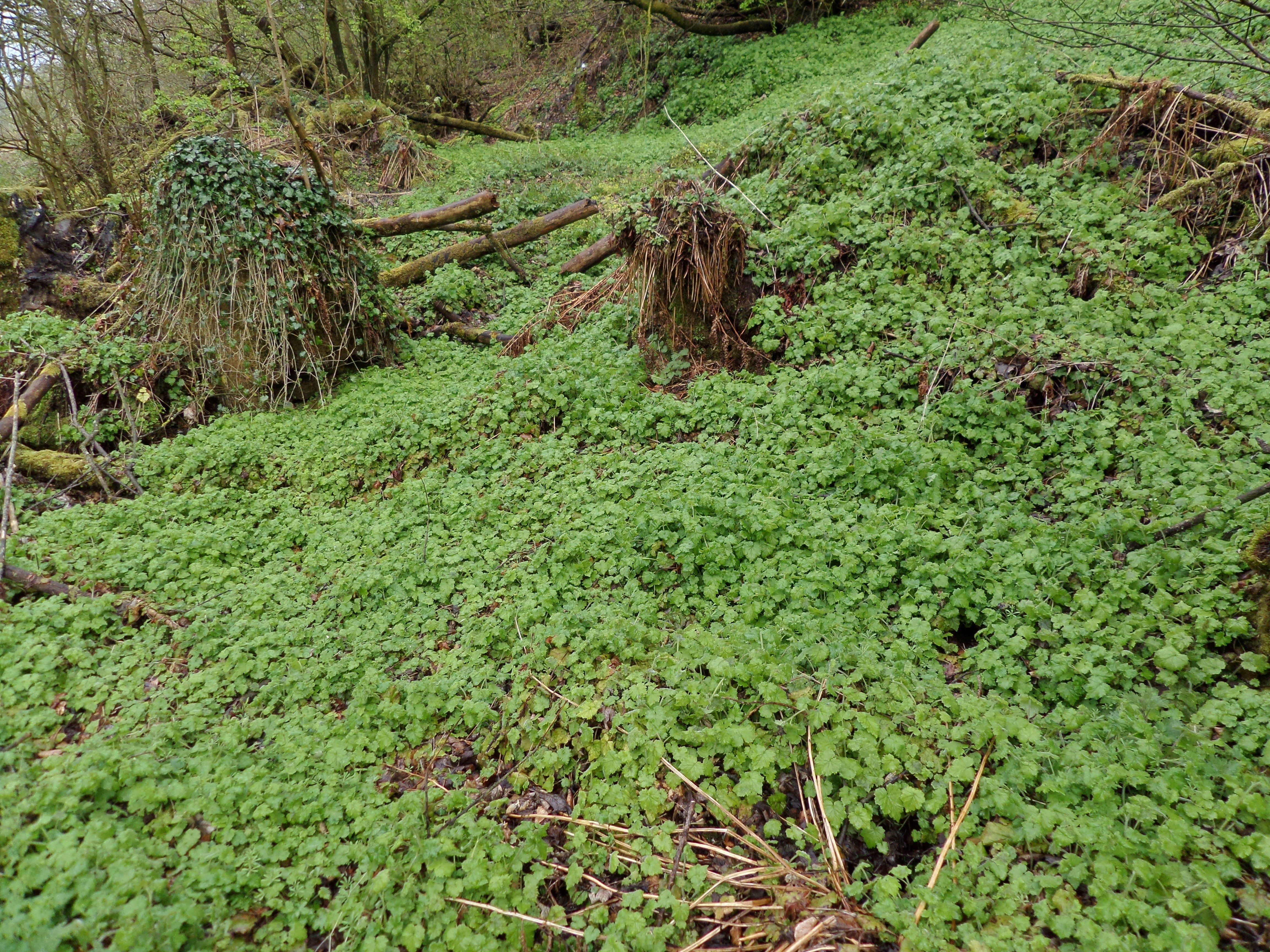
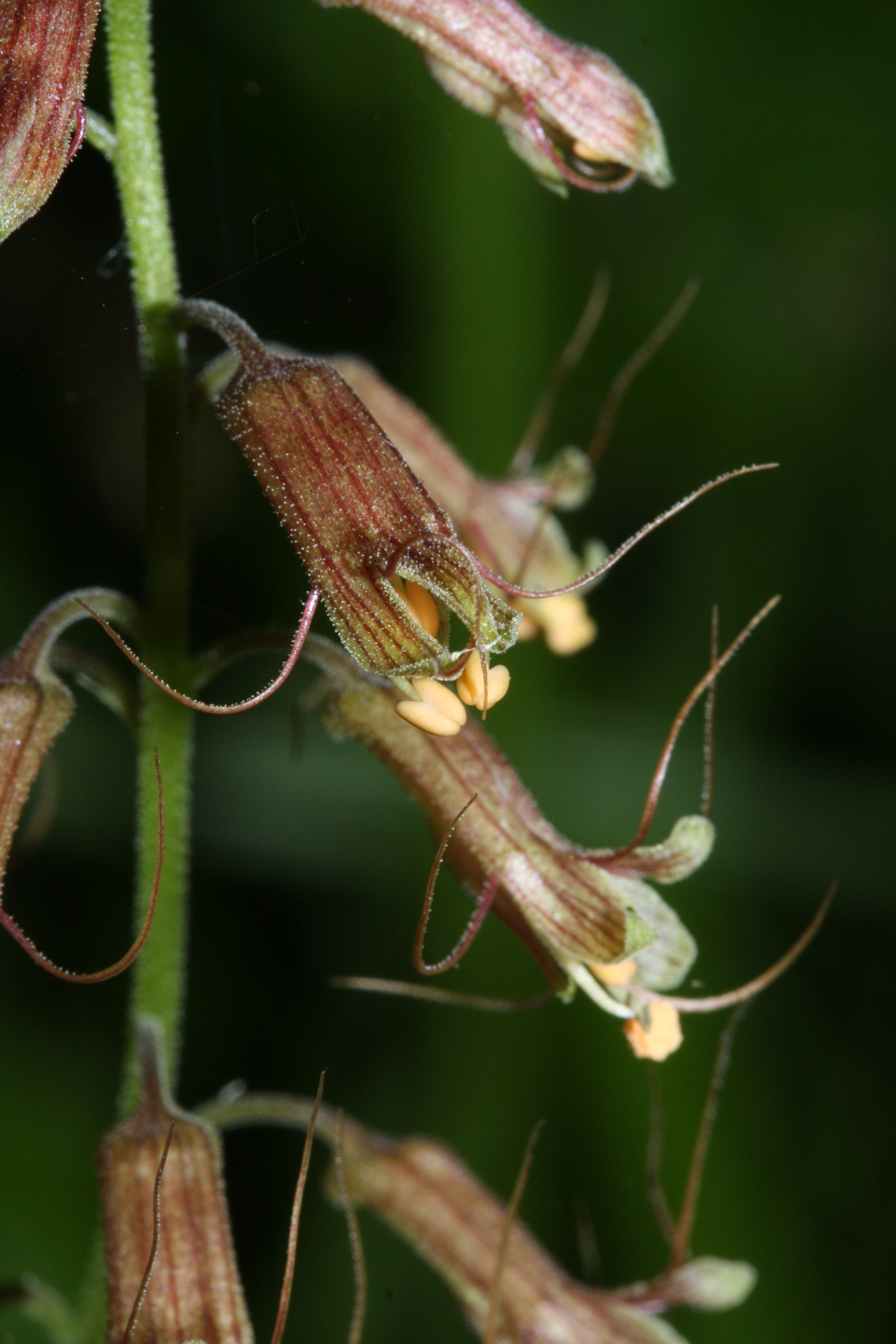